# Peerkankaranai
Peerkankaranai è una suddivisione dell'India, classificata come town panchayat, di 17.521 abitanti, situata nel distretto di Kanchipuram, nello stato federato del Tamil Nadu. In base al numero di abitanti la città rientra nella classe IV (da 10.000 a 19.999 persone).

## Geografia fisica
La città è situata a 12° 54' 40 N e 80° 06' 13 E.

## Società

### Evoluzione demografica
Al censimento del 2001 la popolazione di Peerkankaranai assommava a 17.521 persone, delle quali 8.835 maschi e 8.686 femmine. I bambini di età inferiore o uguale ai sei anni assommavano a 1.758, dei quali 918 maschi e 840 femmine. Infine, coloro che erano in grado di saper almeno leggere e scrivere erano 14.401, dei quali 7.567 maschi e 6.834 femmine.